# Bob Scobey
Robert Alexander „Bob“ Scobey (* 9. Dezember 1916 in Tucumcari in New Mexico; † 12. Juni 1963 in Montreal) war ein US-amerikanischer Trompeter und neben Turk Murphy und Lu Watters wichtiger Bandleader des Dixieland-Revival in San Francisco. 
Scobey wuchs in Kalifornien auf und spielte in den 1930er Jahren in Tanzbands. 1938 begann er Jazz zu spielen und wurde 1940 zweiter Trompeter in der „Yerba Buena Jass Band“ von Lu Watters, die das Dixieland-Revival in San Francisco startete. Ab 1949 hatte er eine eigene Band „Bob Scobey’s Frisco Band“, die 1950 bis 1953 im „Victor and Roxie’s“ auftraten. Ein wichtiges Mitglied dieser Band war Clancy Hayes, der dort als Banjospieler und Sänger arbeitete; er verließ Scobeys Band 1959. Die „Frisco Band“ spielte niemals außerhalb Kalifornien, wurde aber 1952/53 im Fernsehen übertragen. 1953 spielten sie mit Louis Armstrong im Civic Auditorium in Pasadena. Im selben Jahr wechselten sie ins „Rancho Grande“ in Lafayette. Scobey eröffnete 1959 den Club „Bourbon Street“ in Chicago, spielte dort in Clubs und starb 1963 im kanadischen Montreal an Krebs. Seine Frau Jan Scobey veröffentlichte 1976 seine Biographie „He rambled! Til Cancer put him down“ (bei Pal). Er nahm auch mit Sidney Bechet auf.